# Deonise Fachinello
Deonise Fachinello Cavaleiro (født 20. juni 1983 Santa Rosa, Brasilien) er en kvindelig brasiliansk håndboldspiller som spiller højreback for SCM Craiova og Brasiliens kvindehåndboldlandshold.

## Bedrifter
- Liga Națională

Vinder: 2015
- Den Rumæske Pokalturnering

Finalist: 2015
- Den Spanske Liga

Vinder: 2012
- Spaniens Supercup

Vinder: 2012
- Den Spanske Pokalturnering

Vinder: 2007
- Den Franske Liga

Runner-up: 2010
- Den Franske Pokalturnering

Runner-up: 2010
- EHF Cup Winners' Cup

Vinder: 2013
- Den Østrigske Liga

Vinder: 2009, 2013, 2014
- Den Østrigske Pokalturnering

Vinder: 2009, 2013, 2014
- EHF Cup

Runners-up: 2008
- Pan American Games:

Vinder: 2007, 2011, 2015
- Verdensmesterskabet

Vinder: 2013